# Живојин Миленковић
Живојин Жика Миленковић (Ниш, 26. јануар 1928 — Београд, 18. март 2008) био је српски филмски и позоришни глумац.

## Биографија
Миленковић се родио у Нишу. Глумачку каријеру почео је у Нишком народном позоришту. Касније прелази у Београдско драмско позориште, где је глумио до пензионисања. Једно време у Нишу био је професор књижевности.
Глумио је у преко 30 филмова, преко 300 телевизијских емисија (драме и серије) и око 150 позоришних представа.

## Филмографија
|                   | 1950 ▼ | 1960 ▼ | 1970 ▼ | 1980 ▼ | 1990 ▼ | 2000 ▼ | Укупно |
| ----------------- | ------ | ------ | ------ | ------ | ------ | ------ | ------ |
| Дугометражни филм | 0      | 3      | 6      | 15     | 4      | 1      | 29     |
| ТВ филм           | 1      | 12     | 10     | 4      | 5      | 1      | 33     |
| ТВ серија         | 0      | 10     | 17     | 14     | 5      | 4      | 50     |
| ТВ мини серија    | 0      | 0      | 0      | 1      | 0      | 0      | 1      |
| Кратки филм       | 0      | 0      | 0      | 0      | 1      | 0      | 1      |
| Укупно            | 1      | 25     | 33     | 33     | 15     | 6      | 114    |

| Год.       | Назив                                  | Улога                                |
| ---------- | -------------------------------------- | ------------------------------------ |
| 1950.-те ▲ |                                        |                                      |
| 1959.      | Три Аморове стреле                     |                                      |
| 1960.-те ▲ |                                        |                                      |
| 1961.      | Серафимов клуб                         |                                      |
| 1962.      | Три приче о Џефу Питерсу               |                                      |
| 1962.      | Јунаци дана                            | газда Радисав                        |
| 1963.      | Дугме за пети спрат                    |                                      |
| 1963.      | Банкет у Шаренграду                    |                                      |
| 1963.      | Безазлене душе                         |                                      |
| 1963.      | Промаја (серија)                       |                                      |
| 1964.      | Народни посланик                       | Секулић                              |
| 1965.      | Поноћни гост                           |                                      |
| 1966.      | Лола Ђукић и Новак Новак               |                                      |
| 1966.      | Црни снег                              | директор Павле Катић                 |
| 1966.      | Људи и папагаји                        | Симче                                |
| 1967.      | Будућност света                        |                                      |
| 1967.      | Кад будем мртав и бео                  |                                      |
| 1967.      | Једно туце жена                        |                                      |
| 1967.      | Златна праћка                          | свештеник                            |
| 1967.      | Забавља вас Мија Алексић               |                                      |
| 1967.      | Офелија                                | редитељ                              |
| 1967.      | Круг двојком                           |                                      |
| 1967.      | Дежурна улица                          |                                      |
| 1968.      | Спавајте мирно                         | Раде                                 |
| 1968.      | Сачулатац                              | Миличин зет                          |
| 1969.      | Код зеленог папагаја                   |                                      |
| 1969.      | Покојник (ТВ)                          | Спасоје Благојевић                   |
| 1969.      | Бог је умро узалуд                     | Мићко                                |
| 1969.      | Весело вече - 20 година                |                                      |
| 1970.-те ▲ |                                        |                                      |
| 1970.      | Хајдучија                              | Ранко Тајсић                         |
| 1970.      | Милораде, кам бек                      | Цветко                               |
| 1970.      | Ђидо                                   | Маринко                              |
| 1970.      | Љубав на сеоски начин                  | Цветко                               |
| 1971.      | Операција 30 слова                     |                                      |
| 1971.      | Опклада                                | Шанкер Кале                          |
| 1970-1971. | Леваци                                 | Милинковић                           |
| 1971.      | Цео живот за годину дана               |                                      |
| 1971.      | Дипломци                               | Сисоје Митровић                      |
| 1972.      | Смех са сцене: Савремено позориште     |                                      |
| 1972.      | И Бог створи кафанску певачицу         | Дамњан Илић                          |
| 1972.      | Мајстори (ТВ серија)                   | Гвозден                              |
| 1973.      | Слике без рама из дечијих књига        | цар Кајсар                           |
| 1973.      | Позориште у кући                       | Мајстор Миливоје                     |
| 1973.      | Камионџије                             | Божа Зец                             |
| 1973.      | Жута                                   | Милицајац коме бежи Буба             |
| 1974.      | Зашто је пуцао Алија Алијагић          | Судија                               |
| 1974.      | Кошава                                 | шеф градилишта                       |
| 1974.      | Димитрије Туцовић (ТВ серија)          | свештеник Минић                      |
| 1975.      | Познајете ли Павла Плеша?              |                                      |
| 1975.      | Зимовање у Јакобсфелду                 |                                      |
| 1975.      | Салаш у Малом Риту (ТВ серија)         |                                      |
| 1975.      | Голгота                                |                                      |
| 1975.      | Ђавоље мердевине                       | Булат                                |
| 1975.      | Драги, буди ми непознат                |                                      |
| 1976.      | Успон и пад Жике Проје                 | Жика Проја                           |
| 1977.      | Више од игре                           | начелник Васић                       |
| 1978.      | Госпођа министарка                     | Риста Тодоровић                      |
| 1978.      | Размишљанка - измишљанка (ТВ серија)   |                                      |
| 1978.      | Повратак отписаних (ТВ серија)         | наредник Срета                       |
| 1979.      | Прва српска железница (ТВ)             | Трифун Јеремић (као Жика Миленковић) |
| 1979.      | Јоаким                                 |                                      |
| 1980.-те ▲ |                                        |                                      |
| 1980.      | Авантуре Боривоја Шурдиловића          | Сотир Шурдиловић                     |
| 1980.      | Велика потрага                         |                                      |
| 1980.      | Седам плус седам                       | Жика                                 |
| 1980.      | Било, па прошло                        |                                      |
| 1980.      | Врућ ветар                             | Сотир Шурдиловић                     |
| 1981.      | Зелени кабаре                          |                                      |
| 1981.      | Сок од шљива                           | Ујак                                 |
| 1983.      | Последње совуљаге и први петли         | Тадија Стричевић                     |
| 1983.      | Како сам систематски уништен од идиота | Министар                             |
| 1984.      | Давитељ против давитеља                | инспектор Гане                       |
| 1984.      | Проклета авлија                        | чиновник                             |
| 1984.      | Варљиво лето '68                       | берберин                             |
| 1984.      | Варљиво лето ’68 (ТВ серија)           | берберин                             |
| 1984.      | Камионџије поново возе                 | Бора Гуџевић                         |
| 1985.      | Хумористички клуб                      |                                      |
| 1985.      | И то ће проћи                          | Станко                               |
| 1986.      | Смешне и друге приче (ТВ серија)       | Живојин, власник кафане              |
| 1986.      | Неозбиљни Бранислав Нушић              | Душан Раденковић „Риста Тодоровић“   |
| 1986.      | Одлазак ратника, повратак маршала      | председник општине                   |
| 1986.      | Шмекер                                 | Комшија Крца Безрукић                |
| 1987.      | Бољи живот                             | Крста                                |
| 1987.      | Хајде да се волимо                     |                                      |
| 1988.      | Нека чудна земља                       | министар пољопривреде                |
| 1988.      | Вук Караџић                            | Хаџи-Стоило                          |
| 1988.      | Тајна манастирске ракије               | командир милиције                    |
| 1988.      | Тесна кожа 3                           | мајстор Срећковић                    |
| 1988.      | Балкан експрес 2                       | Рајчевић                             |
| 1989.      | Смехотворци (ТВ серија)                |                                      |
| 1989.      | Доме слатки доме                       | Проф. Влаисављевић                   |
| 1989.      | Како је пропао рокенрол                | Митар                                |
| 1989.      | Балкан експрес (серија)                | Рајчевић                             |
| 1990.-те ▲ |                                        |                                      |
| 1990.      | Балканска перестројка                  | милиционер                           |
| 1991.      | Оружје збогом                          |                                      |
| 1991.      | У име закона                           | Народни посланик Кокошевић           |
| 1992.      | Полицајац са Петловог брда             | Мињин отац                           |
| 1993.      | Рај (ТВ)                               | Отправник возова                     |
| 1993.      | Раденко и Силвана                      |                                      |
| 1993.      | Обрачун у Казино Кабареу               | Газда Бузда                          |
| 1993.      | Полицајац са Петловог брда (ТВ серија) | Мињин отац                           |
| 1994.      | Слатко од снова                        | Газда                                |
| 1994.      | Срећни људи                            | Тиосав Марјановић Гарац              |
| 1995.      | Сложна браћа                           | Војо Кецман                          |
| 1995.      | Знакови                                | Петроније                            |
| 1995.      | Отворена врата                         | Комшија                              |
| 1995-1996. | Срећни људи                            | Тиосав Марјановић Гарац              |
| 1999.      | Ђенерал Милан Недић (ТВ)               | Милан Аћимовић                       |
| 2000.-те ▲ |                                        |                                      |
| 1998-2001. | Породично благо (серија)               | Трајко Гавриловић                    |
| 2000.      | А сад адио                             | Трајко Гавриловић                    |
| 2002.      | Хотел са 7 звездица                    |                                      |
| 2002.      | Породично благо                        | Трајко Гавриловић                    |
| 2002.      | 1 на 1                                 | пензионер                            |
| 2004.      | Стижу долари                           | Мазнићев деда                        |